# BFW M.26
Le BFW M.26 (également connu sous le nom Messerschmitt M 26) est un prototype d'avion de tourisme allemand du début des années 1930. Du fait de la crise de 1929 sa production en série n'a jamais été lancé. Il a terminé sa carrière comme avion de servitude pour la société Messerschmitt.

## Historique
Le BFW M.26 (le M désignant son designer Willy Messerschmitt) a été conçu par Willy Messerschmitt dans le but de servir dans les nombreux aéroclubs allemands. Lancé en 1929 son développement a été largement perturbé par les problèmes économiques que l'entreprise Messerschmitt a connu au moment de la Grande Dépression de 1929. De ce fait un seul et unique avion a été construit, les ambitions de l'avionneur n'étant plus de développer uniquement des avions sur commandes.
Ayant réalisé son premier vol en 1930 le Messerschmitt M 26 ne suscita aucun intérêt de la part des clients potentiels, pas même à l'étranger. Il fut relégué à la tâche secondaire d'avion de servitude pour son constructeur. Il vola comme tel jusqu'en 1940, étant remplacé par un Messerschmitt Bf 108B nettement plus moderne. Il a ensuite été mis à la ferraille.

## Description
Le Messerschmitt M 26 se présente sous la forme d'un monoplan à aile haute monomoteur. Il est doté d'un train d'atterrissage classique fixe et d'un empennage monobloc. Sa propulsion est assurée par un moteur en étoile Siemens-Halske Sh 11 (en) C-85 de 110 chevaux entraînant une hélice bipale en bois.
Il peut accueillir un pilote et deux passagers en cabine.

## Sources & références

### Sources bibliographiques
- Pierre Gaillard, Les avions Messerschmitt, des origines à nos jours, Clichy, Guides Larivière, 2006, 159 p. (ISBN 2-84890-113-6)